# 阿斯普羅蒙特山國家公園
阿斯普羅蒙特山國家公園（Aspromonte National Park）是位於義大利卡拉布里亞大區亞平寧山脈南部的一個國家公園。阿斯普羅蒙特山國家公園靠近大海，公園內最高峰蒙塔爾托峰海拔高度達1955米。阿斯普羅蒙特山國家公園是許多珍稀動植物的棲息地。被地中海環繞的阿斯普羅蒙特山國家公園也有很高的歷史、藝術和考古學價值。

## 外部連結
- Pages by the Park Authority on Parks.it （页面存档备份，存于）